# Gran Premio di Gran Bretagna 1975
Il Gran Premio di Gran Bretagna 1975 è stata la decima prova della stagione 1975 del Campionato mondiale di Formula 1. Si è corsa sabato 19 luglio 1975 sul Circuito di Silverstone. La gara è stata vinta dal brasiliano Emerson Fittipaldi su McLaren-Ford Cosworth; per il vincitore si trattò del quattordicesimo ed ultimo successo in carriera. Ha preceduto sul traguardo il brasiliano Carlos Pace su Brabham-Ford Cosworth e il sudafricano Jody Scheckter su Tyrrell-Ford Cosworth.
La corsa venne interrotta dopo 56 dei 67 giri previsti a causa dell'arrivo di una forte pioggia che aveva comportato innumerevoli uscite di pista da parte dei concorrenti.

## Vigilia

### Sviluppi futuri
Le proposte della CSI vennero rigettate dalle case inglesi, già fortemente coinvolte nella progettazione di nuovi telai per la parte finale della stagione e per quella 1976.

### Aspetti tecnici
Nella solita alternanza con il Circuito di Brands Hatch, Silverstone tornò ad ospitare il Gran Premio di Gran Bretagna, per la quindicesima volta nella storia del mondiale.
Una nuova chicane (per ragioni di sicurezza) venne prevista alla curva Woodcote. Vennero utilizzati anche nuovi box, con l'inaugurazione avvenuta in occasione dell'International Trophy, corso ad aprile. Si sperimentò anche un sistema di partenza con semaforo al posto del tradizionale via libera dato con la bandiera nazionale.
La Penske affidò a Mark Donohue una March (acquistata per 20.000 sterline), al posto della monoposto costruita in proprio. La March provò sulla vettura di Vittorio Brambilla due alettoni di circa 30 cm, posti dietro a ciascuna delle ruote posteriori. Tale soluzione venne contestata da altre scuderie ma i commissari di gara la reputarono corretta.

### Aspetti sportivi

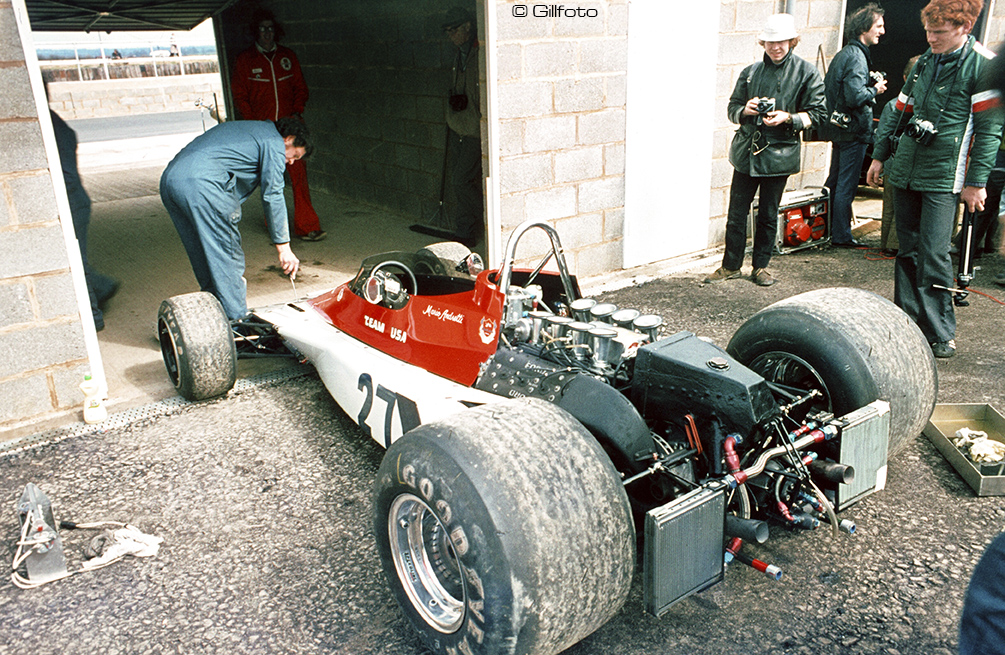
La Parnelli VPJ4 di Mario Andretti ai box durante il Gran Premio

La BRM decise di non prendere parte al gran premio visti gli scarsi risultati recenti, nel tentativo di migliorare la sua competitività.
Dopo l'abbandono di Jacky Ickx, la Lotus, la scuderia di Colin Chapman affiancò a Ronnie Peterson due piloti britannici all'esordio nel mondiale: Jim Crawford e Brian Henton. Fece il suo esordio anche un altro pilota locale, Dave Morgan, sulla seconda Surtees. Per lui questo fu l'unico gran premio valido per il mondiale a cui prese parte.
Il tedesco Hans-Joachim Stuck, che mancava dal GP degli USA 1974, trovò un ingaggio con la terza March.
La Williams ingaggiò Ian Ashley, ma l'indisponibilità di motori non permise al britannico di prendere parte alle prove. Si rividero sia la Maki sia la Lyncar (con al volante il neozelandese John Nicholson) che non si era qualificata nell'edizione del 1974. All'Ensign tornò Roelof Wunderink che affiancò van Lennep, che però non prese parte alle prove.
Graham Hill annunciò il suo ritiro definitivo dalle corse, dopo 175 gran premi di Formula 1 corsi (all'epoca numero record), con 14 vittorie, 13 pole e 10 giri veloci, nonché 6 vittorie in gare non valide per il campionato. Hill aveva conquistato il titolo di campione del mondo nel 1962 e 1968, una 500 Miglia di Indianapolis e una 24 Ore di Le Mans, unico pilota a riuscire in tale impresa.

## Qualifiche

### Resoconto
Nelle sessioni del giovedì i tempi furono di circa 3-4 secondi più alti rispetto alla configurazione del tracciato precedente. Il miglior tempo di giornata venne fatto segnare da Carlos Pace su Brabham-Ford Cosworth, seguito da Vittorio Brambilla su March e Niki Lauda della Ferrari. I primi undici piloti furono racchiusi in appena un secondo.
Al venerdì il tempo fu variabile, e questo rese più difficile per i piloti migliorare le prestazioni del giorno precedente. La pole venne ottenuta da Tom Pryce per la prima e unica volta nella sua carriera nel mondiale di F1. Per la Shadow questa fu la terza pole stagionale, dopo le due conquistate da Jean-Pierre Jarier in Argentina e Brasile. In prima fila si confermò Pace che precedette le due Ferrari di Lauda e Regazzoni. Niki Lauda venne penalizzato, nella sessione pomeridiana, da uno pneumatico difettoso, che non gli consentì di migliorare il tempo fatto al mattino.

### Risultati
Nella sessione di qualifica si è avuta questa situazione:
| Pos                     | Nº | Pilota             | Costruttore              | Squadra                           | Tempo    | Griglia |
| ----------------------- | -- | ------------------ | ------------------------ | --------------------------------- | -------- | ------- |
| 1                       | 16 | Tom Pryce          | Shadow-Ford Cosworth     | UOP Shadow Racing Team            | 1'19"36  | 1       |
| 2                       | 8  | Carlos Pace        | Brabham-Ford Cosworth    | Martini Racing                    | 1'19"50  | 2       |
| 3                       | 12 | Niki Lauda         | Ferrari                  | Scuderia Ferrari SpA SEFAC        | 1'19"54  | 3       |
| 4                       | 11 | Clay Regazzoni     | Ferrari                  | Scuderia Ferrari SpA SEFAC        | 1'19"55  | 4       |
| 5                       | 9  | Vittorio Brambilla | March-Ford Cosworth      | Beta Team March                   | 1'19"630 | 5       |
| 6                       | 3  | Jody Scheckter     | Tyrrell-Ford Cosworth    | Elf Team Tyrrell                  | 1'19"81  | 6       |
| 7                       | 1  | Emerson Fittipaldi | McLaren-Ford Cosworth    | Marlboro Team Texaco              | 1'19"91  | 7       |
| 8                       | 7  | Carlos Reutemann   | Brabham-Ford Cosworth    | Martini Racing                    | 1'20"04  | 8       |
| 9                       | 24 | James Hunt         | Hesketh-Ford Cosworth    | Hesketh Racing                    | 1'20"14  | 9       |
| 10                      | 2  | Jochen Mass        | McLaren-Ford Cosworth    | Marlboro Team Texaco              | 1'20"18  | 10      |
| 11                      | 17 | Jean-Pierre Jarier | Shadow-Ford Cosworth     | UOP Shadow Racing Team            | 1'20"33  | 11      |
| 12                      | 27 | Mario Andretti     | Parnelli-Ford Cosworth   | Vel's Parnelli Jones Racing       | 1'20"36  | 12      |
| 13                      | 23 | Tony Brise         | Hill-Ford Cosworth       | Embassy Racing with Graham Hill   | 1'20"41  | 13      |
| 14                      | 10 | Hans-Joachim Stuck | March-Ford Cosworth      | Lavazza March                     | 1'20"46  | 14      |
| 15                      | 28 | Mark Donohue       | March-Ford Cosworth      | Penske Cars                       | 1'20"50  | 15      |
| 16                      | 5  | Ronnie Peterson    | Lotus-Ford Cosworth      | John Player Team Lotus            | 1'20"58  | 16      |
| 17                      | 4  | Patrick Depailler  | Tyrrell-Ford Cosworth    | Elf Team Tyrrell                  | 1'20"60  | 17      |
| 18                      | 18 | John Watson        | Surtees-Ford Cosworth    | Team Surtees                      | 1'20"83  | 18      |
| 19                      | 21 | Jacques Laffite    | Williams-Ford Cosworth   | Frank Williams Racing Cars        | 1'21"01  | 19      |
| 20                      | 22 | Alan Jones         | Hill-Ford Cosworth       | Embassy Racing with Graham Hill   | 1'21"19  | 20      |
| 21                      | 15 | Brian Henton       | Lotus-Ford Cosworth      | John Player Team Lotus            | 1'21"36  | 21      |
| 22                      | 29 | Lella Lombardi     | March-Ford Cosworth      | Lavazza March                     | 1'21"60  | 22      |
| 23                      | 19 | Dave Morgan        | Surtees-Ford Cosworth    | Team Surtees with National Organs | 1'21"65  | 23      |
| 24                      | 30 | Wilson Fittipaldi  | Copersucar-Ford Cosworth | Copersucar-Fittipaldi             | 1'21"67  | 24      |
| 25                      | 6  | Jim Crawford       | Lotus-Ford Cosworth      | John Player Team Lotus            | 1'21.86  | 25      |
| 26                      | 32 | John Nicholson     | Lyncar-Ford Cosworth     | Pinch Plant Ltd                   | 1'22"86  | 26      |
| Vetture non qualificate |    |                    |                          |                                   |          |         |
| NQ                      | 31 | Roelof Wunderink   | Ensign-Ford Cosworth     | Team Ensign                       | 1'25"02  | NQ      |
| NQ                      | 35 | Hiroshi Fushida    | Maki-Ford Cosworth       | Maki Engineering                  | 1'26"61  | NQ      |

## Gara

### Resoconto
Al via si portò in testa Carlos Pace, che sfruttò il lato "gommato" della pista, portandosi davanti a Pryce; stessa sorte per Niki Lauda, passato dal compagno di scuderia Clay Regazzoni. Dietro ai primi quattro, al termine della prima tornata, vi erano James Hunt, Jody Scheckter, Mario Andretti e Emerson Fittipaldi. Nel secondo giro Hunt passò Scheckter alla Copse, mentre Fittipaldi superò Andretti, autore di un errore alla Beckett's. Quattro giri dopo l'italoamericano cedette un'altra posizione, questa volta a Tony Brise.

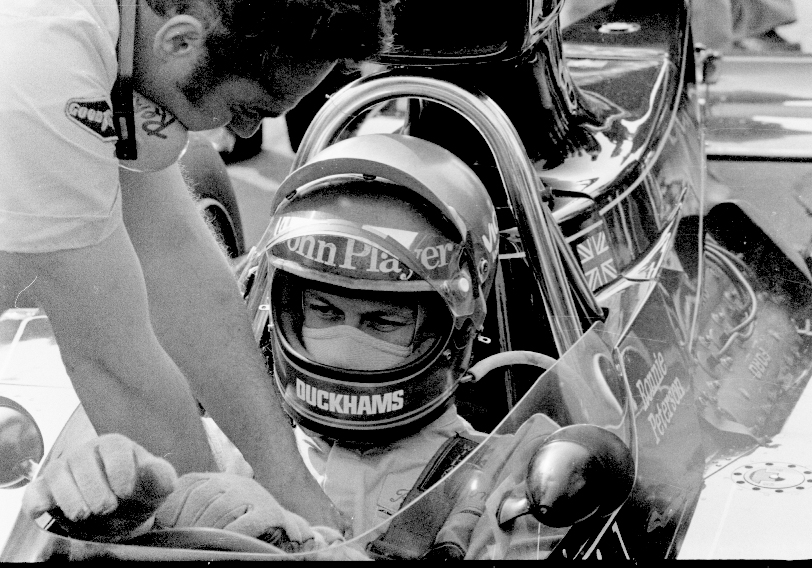
Ronnie Peterson a Silverstone con la Lotus.

Le Ferrari erano molto veloci, tanto che Regazzoni al giro 9 passò Pryce e, pochi giri dopo, si trovò in testa, dopo aver passato anche Pace. Nelle retrovie Brise, ormai vicino a Hunt (settimo), cercò di attaccarlo, ma arrivò lungo e fu autore di un'escursione che gli forò uno pneumatico, costringendolo a una fermata ai box. Mario Andretti, nel tentativo di difendersi da Jean-Pierre Jarier sbagliò anche lui la frenata alla Woodcote, spiattellando le gomme. Ciò costò anche lui una fermata ai box, che lo fece passare dalla decima alla 21ª posizione.
Ora la classifica vedeva in testa Regazzoni, seguito da Pace, Pryce, Lauda, Scheckter e Fittipaldi e Hunt. Le nuvole fecero capolino sul circuito, annunciando pioggia. Al giro 16, intanto, Pryce passò Pace e si installò in seconda posizione. Al 18º giro un primo scroscio d'acqua colpì la zona delle curve Club e Stowe. La situazione non venne segnalata a Regazzoni, che si girò alla Stowe, toccò le barriere, ripartì, ma dovette fermarsi ai box per sostituire le gomme e l'alettone posteriore. L'elvetico ripartì ventunesimo.
Jody Scheckter invece sfruttò bene l'arrivo della pioggia, passando sia Lauda che Pace che Pryce nel volgere di pochi giri, portandosi in prima posizione. Al 22º sia Niki Lauda che Scheckter andarono ai box per montare gomme da bagnato. Alla Scuderia Ferrari però non fissarono bene lo pneumatico che subì così una foratura lenta che costrinse l'austriaco a un nuovo stop il giro successivo. Ora la classifica veniva guidata da Pace, seguito da Emerson Fittipaldi e James Hunt.
I tre di testa decisero di non cambiare le coperture, ma dalla retrovie rispuntò velocissimo Scheckter che riuscì a riprendersi la testa della gara, con una serie di sorpassi. Fittipaldi, nel tentativo di resistere al sudafricano, sbagliò frenata e perse due posizioni. Ora dietro a Scheckter si trovava Pace, seguito da James Hunt, Jochen Mass e Fittipaldi. Anche Pace fu autore di un errore di guida che consentì il sorpasso sia a Hunt che Mass.
La pioggia però era cessata, le traiettorie si erano asciugate, tanto che Mario Andretti decise di montare nuovamente le gomme slick. Nei giri seguenti Mass passò Hunt e Fittipaldi fece lo stesso con Pace. Al 30º giro Jean-Pierre Jarier, che montava gomme da bagnato, superò ben quattro piloti (Pace, Fittipaldi, Hunt e Mass) portandosi addirittura secondo, dietro al solo Jody Scheckter. Col pit stop di quest'ultimo Jarier trovò la cima della classifica. Ciò per due giri: infatti al giro 35 anche Jarier andò al cambiogomme, dando il via libera a James Hunt.
Dietro all'inglese della Hesketh si trovavano ora Emerson Fittipaldi, Carlos Pace, Jean-Pierre Jarier, Jody Scheckter, Jochen Mass, Mark Donohue e Vittorio Brambilla. Al giro 36 Mass fu autore di un testacoda che lo relegò in ottava posizione, mentre Scheckter passò Jarier che, poco dopo, fu anch'esso autore di un errore, che dette via libera a Mark Donohue e Vittorio Brambilla (ora quinto e sesto rispettivamente).

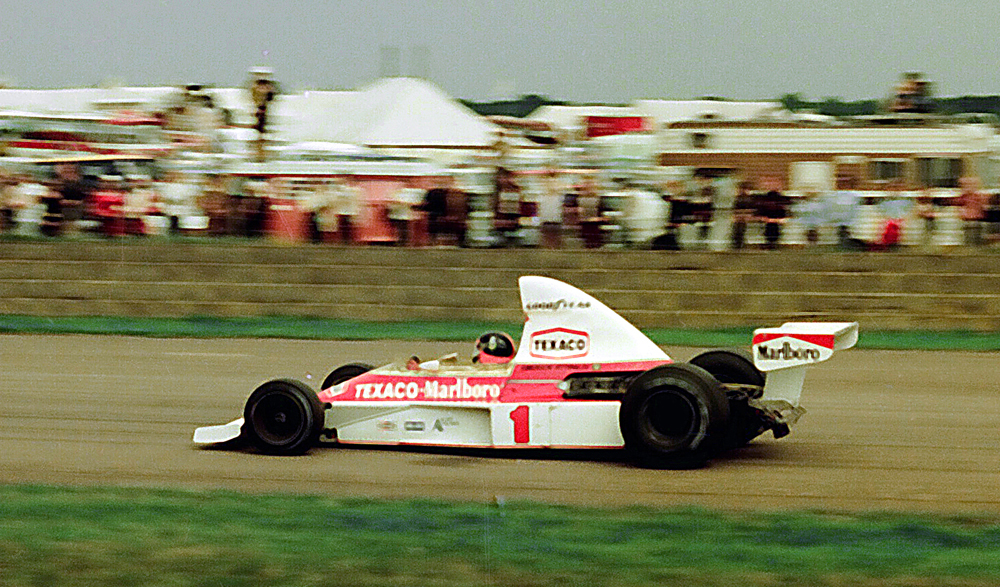
Emerson Fittipaldi, vincitore della gara, qui impegnato alla guida della sua vettura

Hunt manterrà la testa della gara fino al giro 42, quando la rottura di uno scarico fece perdere potenza alla sua monoposto che verrà passata da quella di Fittipaldi. Nello stesso giro Brambilla sfruttò un errore di Donohue, ponendosi in quinta posizione. Un giro seguente anche Pace passò Hunt, sempre in difficoltà. Al 51º girò fu il turno di Jody Scheckter nel passare Hunt. Brambilla "restituì", di fatto, la posizione a Mark Donohue, con un errore in fase di doppiaggio.
Attorno al 55º giro la pioggia fece la sua ricomparsa sul tracciato, tanto che Emerson Fittipaldi decise di rientrare ai box per montare nuovamente le gomme da bagnato. La curva Club divenne un vero e proprio "cimitero" di vetture in cui andarono a sbattere, uno dopo l'altro, Carlos Pace, Jody Scheckter, John Nicholson, Brian Henton, Dave Morgan, James Hunt e Wilson Fittipaldi. Questa situazione fu estremamente pericolosa per i commissari che non potevano intervenire in sicurezza per aiutare i piloti a uscire dalle vetture, rischiando di essere investiti da qualche altra monoposto. Anche alla Stowe si verificò una situazione simile, con le uscite di pista di Donohue, Mass, Watson e Depailler.
La direzione di gara decise di sospendere la gara. Vincitore fu Emerson Fittipaldi, per la 14ª e ultima volta in una gara del mondiale, classificato, con un giro di vantaggio, su Carlos Pace e Jody Scheckter.

### Risultati
I risultati del gran premio sono i seguenti:
| Pos | No | Pilota             | Costruttore              | Giri | Tempi/Ritiro | Pos.Griglia | Punti |
| --- | -- | ------------------ | ------------------------ | ---- | ------------ | ----------- | ----- |
| 1   | 1  | Emerson Fittipaldi | McLaren-Ford Cosworth    | 56   | 1:22'05"0    | 7           | 9     |
| 2   | 8  | Carlos Pace        | Brabham-Ford Cosworth    | 55   | Incidente    | 2           | 6     |
| 3   | 3  | Jody Scheckter     | Tyrrell-Ford Cosworth    | 55   | Incidente    | 6           | 4     |
| 4   | 24 | James Hunt         | Hesketh-Ford Cosworth    | 55   | Incidente    | 9           | 3     |
| 5   | 28 | Mark Donohue       | March-Ford Cosworth      | 55   | Incidente    | 15          | 2     |
| 6   | 9  | Vittorio Brambilla | March-Ford Cosworth      | 55   | + 1 Giri     | 5           | 1     |
| 7   | 2  | Jochen Mass        | McLaren-Ford Cosworth    | 55   | Incidente    | 10          |       |
| 8   | 12 | Niki Lauda         | Ferrari                  | 54   | + 2 Giri     | 3           |       |
| 9   | 4  | Patrick Depailler  | Tyrrell-Ford Cosworth    | 54   | Incidente    | 17          |       |
| 10  | 22 | Alan Jones         | Hill-Ford Cosworth       | 54   | + 2 Giri     | 28          |       |
| 11  | 18 | John Watson        | Surtees-Ford Cosworth    | 54   | Incidente    | 18          |       |
| 12  | 27 | Mario Andretti     | Parnelli-Ford Cosworth   | 54   | + 2 Giri     | 12          |       |
| 13  | 11 | Clay Regazzoni     | Ferrari                  | 54   | + 2 Giri     | 4           |       |
| 14  | 17 | Jean-Pierre Jarier | Shadow-Ford Cosworth     | 53   | Incidente    | 11          |       |
| 15  | 23 | Tony Brise         | Hill-Ford Cosworth       | 53   | Incidente    | 13          |       |
| 16  | 15 | Brian Henton       | Lotus-Ford Cosworth      | 53   | Incidente    | 21          |       |
| 17  | 32 | John Nicholson     | Lyncar-Ford Cosworth     | 51   | Incidente    | 26          |       |
| 18  | 19 | Dave Morgan        | Surtees-Ford Cosworth    | 50   | Incidente    | 23          |       |
| 19  | 30 | Wilson Fittipaldi  | Copersucar-Ford Cosworth | 50   | Incidente    | 24          |       |
| Rit | 10 | Hans-Joachim Stuck | March-Ford Cosworth      | 45   | Incidente    | 14          |       |
| Rit | 6  | Jim Crawford       | Lotus-Ford Cosworth      | 28   | Incidente    | 25          |       |
| Rit | 16 | Tom Pryce          | Shadow-Ford Cosworth     | 20   | Incidente    | 1           |       |
| Rit | 29 | Lella Lombardi     | March-Ford Cosworth      | 18   | Motore       | 22          |       |
| Rit | 5  | Ronnie Peterson    | Lotus-Ford Cosworth      | 7    | Motore       | 16          |       |
| Rit | 21 | Jacques Laffite    | Williams-Ford Cosworth   | 5    | Cambio       | 19          |       |
| Rit | 7  | Carlos Reutemann   | Brabham-Ford Cosworth    | 4    | Motore       | 8           |       |
| NQ  | 31 | Roelof Wunderink   | Ensign-Ford Cosworth     |      |              |             |       |
| NQ  | 35 | Hiroshi Fushida    | Maki-Ford Cosworth       |      |              |             |       |
| NA  | 14 | Bob Evans          | BRM                      |      |              |             |       |
| NA  | 20 | Ian Ashley         | Williams-Ford Cosworth   |      |              |             |       |
| NA  | 34 | Gijs van Lennep    | Ensign-Ford Cosworth     |      |              |             |       |

## Statistiche
Piloti
- 14ª e ultima vittoria per Emerson Fittipaldi
- 1° e unica pole position per Tom Pryce
- 50º Gran Premio per Carlos Reutemann
- 1º Gran Premio per Jim Crawford e Brian Henton
- 1° e unico Gran Premio per Dave Morgan
- Ultimo Gran Premio per John Nicholson e Hiroshi Fushida

Costruttori
- 15° vittoria per la McLaren
- 3ª e ultima pole position per la Shadow
- 70º giro più veloce per la Ferrari
- Ultimo Gran Premio per la Lyncar

Motori
- 84° vittoria per il motore Ford Cosworth
- 70ª pole position per il motore Ford Cosworth
- 70º giro più veloce per il motore Ferrari

Giri al comando
- Carlos Pace (1-12, 22-26)
- Clay Regazzoni (13-18)
- Tom Pryce (19-20)
- Jody Scheckter (21, 27-32)
- Jean-Pierre Jarier (33-34)
- James Hunt (35-42)
- Emerson Fittipaldi (43-56)

## Classifiche Mondiali

### Piloti
| Pos | Pilota             | Punti |
| --- | ------------------ | ----- |
| 1   | Niki Lauda         | 47    |
| 2   | Emerson Fittipaldi | 33    |
| 3   | Carlos Reutemann   | 25    |
| 4   | James Hunt         | 25    |
| 5   | Carlos Pace        | 24    |
| 6   | Jody Scheckter     | 19    |
| 7   | Clay Regazzoni     | 16    |
| 8   | Jochen Mass        | 14,5  |
| 9   | Patrick Depailler  | 12    |
| 10  | Mario Andretti     | 5     |
| 11  | Mark Donohue       | 4     |
| 12  | Jacky Ickx         | 3     |
| 12  | Ronnie Peterson    | 3     |
| 14  | Tom Pryce          | 2     |
| 14  | Vittorio Brambilla | 2     |
| 16  | Jean-Pierre Jarier | 1,5   |
| 17  | Tony Brise         | 1     |
| 18  | Lella Lombardi     | 0,5   |

### Costruttori
| Pos | Costruttore            | Punti |
| --- | ---------------------- | ----- |
| 1   | Ferrari                | 50    |
| 2   | Brabham-Ford Cosworth  | 42    |
| 3   | McLaren-Ford Cosworth  | 39,5  |
| 4   | Hesketh-Ford Cosworth  | 25    |
| 5   | Tyrrell-Ford Cosworth  | 24    |
| 6   | Lotus-Ford Cosworth    | 6     |
| 7   | Parnelli-Ford Cosworth | 5     |
| 8   | Shadow-Ford Cosworth   | 3,5   |
| 9   | March-Ford Cosworth    | 3     |
| 10  | Penske-Ford Cosworth   | 2     |
| 11  | Hill-Ford Cosworth     | 1     |

## Decisioni della giuria
La Scuderia Ferrari e la March inoltrarono reclamo contro la direzione di corsa, contestando la classifica finale. Secondo le due scuderie la classifica avrebbe dovuto essere stilata sulla base dei risultati dopo dell'incidente alla Club, non prima. In tal caso la vittoria sarebbe rimasta a Fittipaldi, secondo sarebbe stato classificato Brambilla e terzo Lauda. Il RAC respinse però il reclamo, affermando che si era dovuto applicare il regolamento britannico, stante l'assenza di norme specifiche in quello internazionale.